# Colom guatlla de Sclater
El colom guatlla de Sclater (Zentrygon albifacies) és una espècie d'ocell de la família dels colúmbids (Columbidae) que habita la selva humida de les muntanyes d'Amèrica Central des del sud de Mèxic, a través de Guatemala, El Salvador i Hondures, fins al nord de Nicaragua.